# Tarea de selección de Wason

Tarea de selección de Wason. ¿Qué carta (s) se deben voltear para mostrar que si una carta muestra un número par en una cara, entonces su cara opuesta es azul?

Creado en 1966 por Peter Cathcart Wason, la Tarea de selección de Wason es un rompecabezas lógico que es formalmente equivalente a la siguiente pregunta:
Te muestran un grupo de cuatro cartas en una mesa. Cada una tiene un número de un lado y un color del otro. Las caras visibles de las cartas muestran 3, 8, azul y roja. ¿A qué dos cartas debería dar vuelta para comprobar la veracidad de la proposición de que si una carta muestra un número par por un lado, entonces la cara opuesta muestra azul?
Tanto una respuesta que identifica una carta que no hace falta invertir, o una respuesta que no identifica una carta a invertir, son incorrectas.

## Solución
La respuesta correcta es que solo las cartas que muestran 8 y el lado rojo son las que deben invertirse. Recuerde cómo se formuló la pregunta: "Si la carta muestra un número par, entonces la cara opuesta muestra el color azul." Si damos vuelta la carta que dice "3" y es azul, no invalida la regla. Si giramos la azul y tiene escrito el "3", tampoco hace que la regla sea falsa. Por otro lado, si la carta roja tiene el número "4", invalida la regla: SÍ tiene un número par, y NO tiene color azul. Esta tarea es un ejemplo de un condicional material en lógica.

## Interpretaciones de la tarea de selección de Wason
Los experimentos han demostrado que si se presenta a la tarea de Wason como un rompecabezas lógico descontextualizado, los resultados son bastantes pobres. Incluso dentro de los que responden correctamente, algunos llegan al resultado correcto por la aplicación de la  contrapositiva. Como contraste, algunas tareas de Wason suelen ser más fáciles cuando se presentan en un contexto de relaciones sociales. Por ejemplo, si se prueba la regla de "Se permite la ingesta de bebidas alcohólicas solo a mayores de 18 años", la mayoría de la gente no tiene dificultad en seleccionar a los sujetos (aquellos con menos de 18 años y quienes tomen alcohol) que deben ser testeados.
La explicación más coherente con los resultados de la tarea abstracta es la encontrada por Evans y Lynch, postulan la existencia del “sesgo de emparejamiento”(matching bias), quiere decir que los sujetos seleccionan las tarjetas que aparecen mencionadas en la frase, también ocurre cuando se niega el consecuente en el enunciado.
Por su parte, Almor y Sloman, se han mostrado críticos con los resultados de Wason. consideran que la selección pasa por dos etapas diferentes, a decir, la de representación del texto del problema, memorizada a corto plazo y la otra, cuando se hace la selección, a partir de la información previamente memorizada. Esto permitió hacer variaciones del experimento de selección de Wason, con textos incoherentes en los que la regla, es decir, el enunciado condicional, no corresponde al contexto del mismo. Adicionalmente, se solicita recordar la regla luego de realizar la selección. Acudieron a los estudios sobre "intuición racional" de Gigerenzer y Hug (1992), de donde toman los textos y creando la siguiente inconsistencia: solicitan a los sujetos suponer que son empleados de una compañía que quieren comprobar si el operario que trabaja en fin de semana recibe un día libre a cambio. Las reglas por defecto es: (1)”Si trabajas en fin de semana, entonces recibes un día libre”. No obstante, en una condición experimental, se mostró esta otra regla invertida: (2)”Si recibes un día libre, entonces tienes que haber trabajado el fin de semana”.
El resultado es que los sujetos participantes no pudieron recordar la regla literal invertida, en (2), sólo la regla consistente con las otras instrucciones (1).Otros resultados, mostraron que las tarjetas que se elegían tendía a ser las adecuadas para la regla recordada, no para la regla inicial. 
De esto, sus conclusiones fueron que en la etapa de representación, se faculta para que los sujetos sustituyan la información explícita por otra que adicionan sobre la base de su conocimiento contextual o previo. Los sujetos, no representan la regla literalmente, como se explicita en los condicionales iniciales. 
Entonces, estas tareas de selección no se relacionan con reglas de inferencia lógica,  sino más bien, de cómo un sujeto procesa la información léxico-semántica, y de la asignación de interpretaciones significativas sobre las instrucciones iniciales. En breve, es problema de atencionalidad lingüística de los sujetos, no de ausencia de capacidades racionales, ni mucho de sesgos intuitivos irracionales, pues las selecciones intuitivas, como ya lo había mostrado G. Gigerenzer (1991), no son no-lógicas.
Los adherentes a la psicología evolutiva argumentan que una regla simple distingue las tareas de Wason que la gente encuentra difíciles con las que parecen fáciles. La regla sugerida es que las tareas de Wason más fáciles, son aquellas que comprueban un intercambio social (para recibir el beneficio X, necesitas cumplir la condición Y) y se le pide al sujeto que haga cumplir la regla de otra manera es más difícil. Si se acepta esta clasificación, se apoya la teoría de los psicólogos evolucionistas de que algunas características de la psiquis humana son mecanismos que han evolucionado por selección natural, para resolver problemas de interacciones sociales, en lugar de ser expresiones generales de inteligencia.